# Ayyubiyah
Ayyubiyah (tiếng Ả Rập: أيو, còn được gọi là Ayyo) là một ngôi làng ở miền bắc Syria, một phần hành chính của Tỉnh Hama, nằm ở phía nam Hama. Các địa phương lân cận bao gồm Kafr Buhum ở phía tây bắc, al-Khalidiyah ở phía bắc, Maarin al-Jabal ở phía đông bắc, al-Buraq ở phía đông, Nisrin ở phía đông nam và al-Biyah và Birin ở phía tây nam. Theo Cục Thống kê Trung ương Syria, Ayyubiyah có dân số 1.980 người trong cuộc điều tra dân số năm 2004.